# Arthur Brockhaus
Hans-Arthur Brockhaus (* 9. April 1927 in Plettenberg; † 14. Oktober 2014) war ein deutscher Chemiker im Bereich der Umweltmedizin.
Brockhaus war promovierter Chemiker. In den 1960er Jahren entwickelte er am Institut für Lufthygiene und Silikoseforschung in Düsseldorf in Zusammenarbeit mit Hans-Werner Schlipköter ein Medikament zur Behandlung von Silikose, PVNO (Poly-2-vinylpyridin-N-Oxid). Das Polymer schützt die Makrophagen vor den Quarzkörnern und verhindert so Nekrosen. Es wirkt nicht nur vorbeugend, sondern führt auch im Tierversuch zu Rückbildung bereits eingetretener Lungenfibrose. Dabei beschränkt sich die vorbeugende Wirkung gegen Lungenfibrose allerdings, wie sich später zeigte, auf reinen Quarzstaub.
Er blieb bei Schlipköter am Institut für Umwelthygiene der Universität Düsseldorf und untersuchte später unter anderem Bleibelastungen und Belastungen durch andere Schwermetalle  in der Bevölkerung. Er war in den 1980er Jahren an einer europäischen multinationalen Studie über die Auswirkungen der Bleibelastung auf Kinder hinsichtlich der Auswirkungen auf das Nervensystem und Gehirn beteiligt.
1968 erhielt er mit Schlipköter den Robert-Koch-Preis.